# Memoriale Moro
(Aldo Moro, Memoriale)
Il memoriale Moro è un insieme di testi scritti e riscritti a mano da Aldo Moro durante la prigionia per opera delle Brigate Rosse (BR) che rapirono nel 1978 il Presidente della Democrazia Cristiana. 
Il testo venne scoperto in due momenti diversi: il 1º ottobre 1978, per mano del Reparto speciale antiterrorismo dell'Arma dei Carabinieri diretto dal Generale Carlo Alberto dalla Chiesa, e successivamente nel 1990, durante una ristrutturazione edilizia, in un nascondiglio delle BR di via Monte Nevoso n. 8 a Milano.

## Storia

### Gli interrogatori di Moro e la redazione
Durante i 55 giorni di prigionia da parte delle Brigate Rosse (BR), Aldo Moro viene sottoposto diverse e lunghe sessioni di interrogatorio da Mario Moretti, allo scopo di ottenere dal politico elementi politicamente utili per l'organizzazione terroristica.
Questi dialoghi vennero incisi su un registratore a nastro a bobina; per ogni argomento però il Presidente scriveva di proprio pugno un "verbale" sui fogli quadrettati di diversi blocchi.

### Il comunicato n. 5 e le accuse al deputato Taviani
Nel comunicato numero 5 del 10 aprile 1978 le Brigate Rosse confermano che l'onorevole Moro verrà processato da un Tribunale del Popolo e che «tutto verrà reso noto al popolo e al movimento rivoluzionario che saprà utilizzarlo opportunamente». Ulteriormente nel comunicato le BR scrivono: «nessuna trattativa segreta, niente deve essere nascosto al popolo!». Assieme al comunicato n. 5 le BR recapitano uno scritto autografo di Moro (un brano del memoriale) in cui il presidente della DC sostiene l'ipotesi delle trattative e attacca il suo compagno di partito Paolo Emilio Taviani, considerato figura importante negli accordi segreti con gli USA su Gladio e Stay-Behind, per essersi schierato con la linea della fermezza. Moro segnala nel brano gli importanti incarichi ministeriali ricoperti da Taviani tra cui, per la loro importanza:
(Aldo Moro, Memoriale)
A parte ciò, non si sa cos'altro abbia scritto Moro al riguardo, perché questo è uno dei paragrafi ampiamente censurati del memoriale. In ogni caso, le sue affermazioni avevano creato un grande o allarme tra i pochi che erano in grado di capirne le reali implicazioni. Moro mostrava di temere che fossero scese in campo altre entità interessate alla sua liquidazione dalla scena politica e anche fisica. La lettera concludeva infatti con un interrogativo: «vi è forse nel tener duro contro di me un'indicazione americana o tedesca?».
Nonostante le premesse della totale pubblicità del materiale di Moro, questo brano autografo sarà l'unica parte del memoriale che verrà pubblicata dai brigatisti.

### Il ritrovamento del 1978 e le testimonianze del generale Dalla Chiesa
Il 1º ottobre 1978, pochi mesi dopo il ritrovamento del cadavere di Aldo Moro, gli uomini del Generale Dalla Chiesa fanno irruzione nel covo delle Brigate Rosse in via Monte Nevoso 8 a Milano. I carabinieri rimangono dentro l'appartamento per cinque giorni, rivoltandolo a fondo. Alla fine della perquisizione, vengono rese note 49 pagine del cosiddetto Memoriale Moro: si tratta di pagine dattiloscritte dalle Brigate Rosse, ricopiate cioè dal manoscritto originale o dalle bobine registrate. Il brigatista pentito Roberto Buzzatti, durante il processo Moro ter, racconterà che Moretti parlò dell'esistenza di un sistema di telecamere a circuito chiuso all'interno della casa dove era sequestrato Moro. Cinque giorni dopo l'irruzione, il covo viene chiuso e vengono posti i regolari sigilli della magistratura. Qualche mese più tardi, il senatore del PCI e membro della Commissione parlamentare d'inchiesta sul caso Moro, Sergio Flamigni, si reca nelle carceri a parlare con i brigatisti Lauro Azzolini e Franco Bonisoli. Da loro viene a sapere che in via Monte Nevoso ci sarebbe dovuta essere la trascrizione completa degli interrogatori del Presidente. Il senatore Flamigni si reca più volte nel 1986 e nel 1988 dal magistrato Ferdinando Pomarici — magistrato competente al momento dell'irruzione — chiedendo la riapertura del covo, questo si rifiuta rispondendo che l'appartamento era stato: «scarnificato. Muro per muro. Mattonella per mattonella»).
Il generale Carlo Alberto dalla Chiesa il 23 febbraio 1982 viene ascoltato per la seconda volta dalla Commissione Moro e, incalzato dallo scrittore Leonardo Sciascia, esprime alcuni dubbi su possibili mancanze del materiale rinvenuto::
DALLA CHIESA: In questi giorni mi è sorto un dubbio; che lo rappresentasse e che sia ancora ritenuto oggi l'uomo più capace non ci sono dubbi, sia perché la commistione della sua preparazione politica e militare lo ha portato ad avere un ascendente sugli altri, e anche per quella sua disinvoltura a partire, ad avere contatti con l'estero, con l'oriente [...]; effettivamente l'ha sempre fatto senza preoccupazioni. Poi con l'aiuto di quel Francescutti che lui andava sempre a consultare nel Veneto, con Mulinaris che sta nell'Hyperion a Parigi insieme a tutti gli altri che io ho citato l'altra volta. Mi chiedo oggi - perché sono ormai fuori dalla mischia da un po' di tempo e faccio in qualche modo l'osservatore che ha alle spalle un po' di esperienza - dove sono le borse, dove è la prima copia (perché noi abbiamo trovato la battitura soltanto), l'unica copia che è stata trovata nei documenti Moro non è in prima battuta! Questo è il mio dubbio. Tra decine di covi non c'è stata una traccia di qualcosa che possa aver ripetuto le battiture di quella famosa raccolta di documenti che si riferivano all'interrogatorio. Non c'è stato nulla che potesse condurre alle borse, non c'è stato un brigatista pentito o dissociato che abbia nominato una cosa di quel tipo, né lamentato la sparizione di qualcosa, com'è accaduto al processo di Torino che, per un solo documento, stava per succedere l'ira di Dio (contestato dai brigatisti perché non c'era questo documento che invece prima c'era). Semmai un documento importante o cose importanti come queste, fossero state trovate e sottratte penso che un qualsiasi brigatista lo avrebbe raccontato.
SCIASCIA: Lei pensa che siano in qualche covo?
DALLA CHIESA: Io penso che ci sia qualcuno che possa aver recepito tutto questo.
SCIASCIA: Sono contento che le sia venuto questo dubbio.
DALLA CHIESA: Dobbiamo pensare anche ai viaggi all'estero che faceva questa gente. Moretti andava e veniva.»
(Carlo Alberto dalla Chiesa alla Commissione Moro (1982))
In sede processuale due brigatisti membri dell'esecutivo nazionale delle Br, Lauro Azzolini e Franco Bonisoli, affermarono che «in via Monte Nevoso, oltre ai dattiloscritti c'era anche un plico di fotocopie di quelli originali che non risultano nell'elenco del materiale sequestrato».
Tra il 1979 e il 1982 vengono scoperti e arrestati quasi tutti i brigatisti implicati nel caso Moro: Raffaele Fiore (19 marzo 1979), Valerio Morucci e Adriana Faranda (29 marzo 1979), Prospero Gallinari (24 settembre 1979), Bruno Seghetti (19 maggio 1980), Anna Laura Braghetti (27 maggio 1980) e il 4 aprile del 1981 il capo delle Brigate Rosse Mario Moretti, ma di queste carte e del loro destino non parlano.
Intanto, alla fine di una lunga controversia legale tra il brigatista Domenico Gioia e Rocco Lotumolo, la proprietà dell'appartamento ove venne tenuto prigioniero Moro torna a questi che poi lo vendette a tale Gerolamo De Citis.

### Il ritrovamento del 1990
Il 9 ottobre 1990 De Citis incarica il muratore Gennaro Bernardo di ristrutturare l'appartamento, chiuso nel 1978, anche se poi si scoprirà che sigilli posti all'epoca dai carabinieri sono stati rotti, non si saprà mai da chi. Il muratore comincia i lavori e nota una strana difformità al di sotto di una finestra. Toglie quattro chiodi e un pannello di cartongesso e ritrova uno spazio nascosto contenente un mitra avvolto in un giornale del 1978, parecchie decine di banconote fuoricorso, armi e munizioni e 229 pagine fotocopiate del Memoriale Moro. Alla presenza di Achille Serra, capo della DIGOS e del sostituto procuratore Ferdinando Pomarici, lo stesso magistrato del primo ritrovamento, vengono rinvenuti e verbalizzati i seguenti oggetti:
- una borsa nera contenente due pacchetti con denaro per circa 60 milioni di lire in tagli da centomila fuori corso (proveniente dal riscatto pagato per la liberazione dell'imprenditore genovese Piero Costa);[15]
- una canna di pistola Beretta M951 Brigadier;[15]
- una trentina di detonatori;[15]
- un mitra di fabbricazione sovietica PPS 7.62 Tokarev avvolto in un giornale del 1978;[15]
- una pistola Walther PPK 7.65 nuovissima, ancora nella sua custodia originale;[15]
- 419 fogli di fotocopie, scritti da Aldo Moro durante la prigionia conservati in una cartellina di cartone di colore marrone, avvolte nel nastro adesivo.[21][22][15]

Tra le carte, in tutto 421 fogli, vi erano diverse lettere scritte da Moro, disposizioni testamentarie e il memoriale. Dei 421 fogli 229 sono fotocopie del manoscritto di Moro, con le risposte all'interrogatorio dei brigatisti (ma, come nella versione già nota, senza indicazione delle domande precise): rispetto alla versione ritrovata nel 1978 (che era dattiloscritta) sono presenti ben 53 pagine in più. Dall'analisi di queste pagine fotocopiate emerge in modo chiaro che molte altre pagine mancano alla documentazione, poiché in diversi punti Moro scrive «come dirò più avanti», «come ho già detto altrove»; nelle 229 pagine ritrovate mancano tali rinvii.

### Le nuove audizioni della "Commissione Stragi" e la pubblicazione del materiale
La commissione stragi presieduta da Giovanni Pellegrino dal 1994 al 2001 decide di risentire tutti i protagonisti di questa vicenda del memoriale a partire dal primo ritrovamento del 1978. Il 23 maggio del 2000 il colonnello Umberto Bonaventura, uomo all'epoca agli ordini di Carlo Alberto dalla Chiesa, dichiara ai membri della commissione che le carte di Moro ritrovate durante il primo blitz a Via Montenovoso furono prelevate e fotocopiate prima della verbalizzazione da parte della magistratura italiana e poi riportate nel covo, per essere consegnate la sera stessa al generale dalla Chiesa. Il 22 marzo 2001, la Commissione stragi decide la pubblicazione integrale del materiale, assieme a quello relativo al caso Moro. Alcuni retroscena erano già stati anticipati durante il sequestro dell'archivio del generale Demetrio Cogliandro, ex capo del Sismi, la vigilia di Natale del 1995. Intanto lo stesso Bonaventura passò successivamente ai servizi segreti e morì il 7 novembre 2002 quando era responsabile dell'ufficio Sisde dei carabinieri.
Successivamente la seconda sezione civile della Corte d’Appello del Tribunale di Milano, presieduta da Nicoletta Ongania, ha stabilito con  sentenza del 7 aprile 2015 n. 1505 che il colonnello Bonaventura entrò nel covo durante la perquisizione e portò via le carte, restituendole dopo qualche ora, visibilmente assottigliate, prima della numerazione dei fogli.

## Le stesure e le versioni pervenute
Il memoriale è redatto in prima persona, con Moro come narratore.  Del memoriale si ebbero varie stesure:
- Stesura A: originali autografi, nastri e fogli provenienti direttamente dall'interrogatorio;
- Stesura B: stesura basata in tutto o in parte sui documenti della stesura A, dattiloscritti in una casa-covo di Firenze dai Brigatisti;
- Stesura C: stesura ritrovata nell'ottobre del 1978 nel covo di via Monte Nevoso 8 a Milano (in tutto ritrovate 43 pagine di documenti[26]);
- Stesura D: stesura manoscritta da Moro, ritrovata durante alcuni lavori nell'ottobre del 1990 nello stesso covo di via Monte Nevoso 8 dietro un'intercapedine (421 fogli in tutto, di cui 229 sono fotocopie del manoscritto[16]).

Le bobine originali degli interrogatori non verranno mai ritrovate.. Al riguardo il brigatista Germano Maccari nel 1998 dichiarò:
(Germano Maccari nel 1998)
Secondo lo storico Miguel Gotor sarebbe stato Prospero Gallinari a redigere la versione dattiloscritta delle lettere e del memoriale di Moro nel covo di via Montalcini, dove il presidente DC era tenuto prigioniero. Lo stesso Gallinari, secondo i brigatisti, avrebbe bruciato tutte le carte di Moro prodotte durante la prigionia durante una riunione a Moiano, perché ritenute inutili.
Poiché dunque secondo le BR la stesura A, ovvero i documenti originali, furono distrutti ciò non permette di valutare le versioni successive, nella loro aderenza o meno alle risposte date da Aldo Moro nel corso del suo interrogatorio, né permette di avere la sicurezza totale che il ritrovamento più vasto di cui alla stesura D, sia effettivamente completo. Le eventuali mancanze, però, non possono essere considerate dirimenti a una lettura "storica" della documentazione esistente. Tra il materiale di quest'ultima oltre al memoriale, figurano anche lettere scritte da Moro e non consegnate dalle BR e le prime stesure di lettere che poi Moro decise di riscrivere.
Due sono le ipotesi riguardo alla copia autografa e alla trascrizione delle carte di Moro:
1. i brigatisti hanno effettuato più copie dei manoscritti e le diffondono nelle varie colonne (tra cui anche Milano). In una colonna, un compagno non individuato (forse Prospero Gallinari[27]), si occupò delle trascrizioni dattiloscritte che fece giungere nella sola base di via Monte Nevoso (o in tutte le altre colonne, come sostiene il magistrato Pomarici). In occasione della fotocopiatura Mario Moretti ordina a Gallinari di distruggere i manoscritti originali[11].
2. i brigatisti effettuano una copia del dossier manoscritto e la mettono al sicuro nella base di Milano. In un'altra base delle BR (verosimilmente quella di Firenze, in via Barbieri di proprietà dell'architetto Giampaolo Barbi, che ospitò le riunioni del Comitato Esecutivo nel corso dei 55 giorni di prigionia) un brigatista mai individuato (forse Prospero Gallinari[27]) lavorò sugli originali, ritenuti più leggibili rispetto a una fotocopia, per effettuarne le trascrizioni dattiloscritte che, una volta terminate, sarebbero state fatte pervenire a Nadia Mantovani per l'analisi politica. Il lavoro integrale di dattiloscrittura sarebbe stato portato a termine poco dopo che la Mantovani si trasferisce in via Monte Nevoso (in effetti, si recò a Milano proprio in quanto avvisata che il materiale da analizzare era pronto) e, dopo aver consegnato a Franco Bonisoli i fogli dattiloscritti. Moretti incarica poi Gallinari di distruggere i manoscritti originali[11].

I documenti vennero inizialmente presi in consegna dalla Digos e archiviati. Soltanto nel 2001 la stesura C (testo diffuso il 17 ottobre 1978 dal Ministero dell'Interno.) e la stesura D (testo rinvenuto nel 1990) vennero pubblicamente confrontate e riordinate dalla Commissione stragi che si preoccupò nel riordino di seguire un criterio logico, tema per tema Inoltre, negli anni sono state date versioni leggermente differenti del primo ritrovamento del Memoriale nel covo delle BR. Il generale dei Carabinieri Nicolò Bozzo, al tempo nell'antiterrorismo, che effettuò per primo la perquisizione del covo descrive nel 1998 il ritrovamento davanti alla Commissione stragi e più approfonditamente nel libro intervista Sragione di Stato.Questi, rispondendo ad una domanda del presidente Pellegrino sulle varie versioni che negli anni si sono succedute, descrive così gli eventi che portarono all'individuazione del covo davanti alla commissione stragi:
(Inchiesta su stragi e depistaggi e sul caso Moro: audizione del generale dell'Arma dei carabinieri Nicolò Bozzo, Commissione parlamentare d'inchiesta sul terrorismo in Italia e sulle cause della mancata individuazione dei responsabili delle stragi, 28ª seduta, 21 gennaio 1998.)
Relativamente alla decisione di effettuare la perquisizione una volta individuato il covo:
(Inchiesta su stragi e depistaggi e sul caso Moro: audizione del generale dell'Arma dei carabinieri Nicolò Bozzo, Commissione parlamentare d'inchiesta sul terrorismo in Italia e sulle cause della mancata individuazione dei responsabili delle stragi, 28ª seduta, 21 gennaio 1998.)

## Il contenuto
I primi 16 punti del memoriale sono relativi all'interrogatorio che Moretti fece allo statista della Democrazia Cristiana durante la prigionia, dal punto 17 in poi invece ci sono le riflessioni di Moro che, spesso, vanno a integrare le risposte già date alle domande delle Brigate Rosse Tra gli argomenti trattati nel memoriale, vi sono:
- l'origine del centro-sinistra in Italia;
- il Piano Solo;[4]
- considerazioni sulla la strategia della tensione in Italia;
- l'"Organizzazione Gladio", argomento poi espunto dalle Brigate Rosse;[30]
- lo scandalo Lockheed;[11]
- la strage di Piazza Fontana;[11]
- vicende relative allo scandalo scandalo Italcasse, il ruolo nel medesimo di Giuseppe Arcaini e il coinvolgimento di Gaetano Caltagirone, opinioni sulla corrente andreottiana.[31][32]

Nel memoriale sono contenute anche analisi di Moro su temi quali Giulio Andreotti e il rapporto con Michele Sindona, nonché giudizi molto pesanti sia politicamente che umanamente riguardo Andreotti e Francesco Cossiga. Moro evidenzia, tra le ragioni di crisi del suo primo governo, l'ingerenza del commissario CEE Robert Marjolin, cui ora attribuisce un rilievo forse maggiore di quello effettivamente rivestito. A inizio sequestro Moro ragiona nei termini abituali e, sia pure con qualche distinguo, giustifica in qualche modo il vecchio sistema di potere doroteo; precipitato nella condizione di reietto e sconfessato dal suo stesso partito, svela i retroscena della crisi politica dell'estate 1964.
Il nuovo materiale scoperto nel 1990 contiene invece novità sui dirigenti dei servizi segreti italiani e severe valutazioni su taluni esponenti della Democrazia Cristiana e informazioni su notizie ritenute "segreto di stato", tra cui l'esistenza della struttura dell'organizzazione Gladio, ben nota ai servizi segreti, ma per quarant'anni nascosta al Parlamento italiano.Inoltre Antonio Segni viene qui rappresentato quale uomo di potere che persegue con ostinazione una strategia contraria al centro-sinistra, contravvenendo al ruolo di garante delle istituzioni. Moro riconduce il Piano Solo alla regia personale e politica del Presidente: «il piano, su disposizione del Capo dello Stato, fu messo a punto nelle sue parti operative (luoghi e modi di concentramento in caso di emergenza) che avevano preminente riferimento alla Sinistra, secondo lo spirito dei tempi». La versione del '90 del memoriale sviluppa ulteriormente queste riflessioni:
(Aldo Moro, Memoriale)
Concetti espressi in modo chiaro e preciso, ribaditi, con espressioni più o meno analoghe, nelle considerazioni sulla perdita delle valenze riformatrici del centro-sinistra per la resa a pressioni conservatrici esterne e per «placare il Presidente Segni»; agli antipodi degli interventi pubblici di Moro, ma di quelli ben più realistici. Moro parla chiaramente di tentativo di colpo di Stato: Segni era «estremamente ansioso» e «fortemente preoccupato», «terrorizzato da consiglieri economici che gli agitavano lo spettro di un milione di disoccupati», influenzato dai nostalgici del centrismo che «gli presentavano artatamente a fosche tinte l'avvenire dello Stato». «Nell'eccitazione della malattia» li presidente ingigantisce le preoccupazioni per l'ordine costituzionale e vuole sbarrare la strada a Moro. Il memoriale spiega il superamento della crisi e la riconversione del Piano Solo da strumento potenzialmente eversivo in elemento di condizionamento (e, infine, di «normalizzazione») del quadro politico.
Le stesure del testo C e D, hanno consistenti differenze, che si spiegano nel rapporto copia-originale: infatti la stesura C è un dattiloscritto che in talune parti appare sintetica, in talaltre riporta integralmente oppure omette del tutto la stesura A, della quale (o di parte della stessa) la stesura D è una fotocopia (lo dimostra il fatto che la perizia calligrafica compiuta su quanto trovato nel 1990 attesta l'autenticità della grafia di Aldo Moro). Non si conosce la causa dell'esistenza stessa della stesura C e se sia stata redatta dalle Brigate Rosse oppure dall'ufficio del Ministero dell'Interno a cui nell'ottobre 1978 furono conferiti dal generale Dalla Chiesa i materiali trovati a via Monte Nevoso. Non è noto se pure vi fosse stata una stesura B destinata alle Colonne Brigatiste, ma la stesura C nelle sue molteplici omissioni (e nel linguaggio con cui fu redatta) pare corrispondere assai di più all'intento di non rendere noti i pesanti apprezzamenti che Moro fece nella prigionia su alcuni suoi compagni di partito e di governo.
La Commissione stragi acquisì il materiale dalla Digos nel febbraio 2001, dopo che era stato dato per disperso, lo riordinò per tema confrontando le Stesura D e C (cioè il testo che fu diffuso dal Ministero dell'Interno il 17 ottobre 1978, che come detto era poco ordinato). Gli scritti sono studiati e ricostruiti filologicamente da Francesco Maria Biscione, consulente della Commissione stragi e collaboratore dell'Istituto dell'Enciclopedia italiana e pubblicati nel libro Il memoriale di Aldo Moro rinvenuto in via Monte Nevoso a Milano. Dall'analisi del testo Biscione ricostruisce il lavoro come la risposta da parte di Moro a 16 domande poste da un questionario brigatista. Per quanto riguarda la completezza del memoriale Biscione sottolinea che in 25 occasioni Moro rimanda a risposte realmente presenti, mentre in due occasioni, quando si riferisce ai servizi segreti in Libia e ai rapporti tra Giulio Andreotti e gli stessi servizi, non si trovano i brani a cui rimanda.
Sulle differenze tra le stesure vennero aperte varie interrogazioni della Commissione, in cui venne ascoltato anche l'ammiraglio Fulvio Martini, ex direttore del SISMI ritenuto convolto nell'organizzazione Gladio in Italia.

## Analisi
Lo scritto autografo di Moro risulta redatto come una sorta di verbale su fogli a quadretti di diversi blocchetti. Nella stesura originale i vari argomenti erano trattati senza un ordine preciso, evidentemente perché Moro rispondeva alle domande così come gli venivano poste. Le pagine ritrovate sono quelle dattiloscritte dalle Brigate Rosse (quelle del 1978) e parte delle fotocopie dall'originale scritto da Moro (quelle del 1990), entrambe derivanti dall'interrogatorio o dalle registrazioni.
Il "memoriale" è una parte degli scritti redatti dal politico, tra questi bisogna aggiungere anche le 97 letttere che lo statista democristiano redasse durante la reclusione in via Montalcini. Durante la prigionia e successivamente i messaggi contenuti negli scritti di Moro furono disconosciuti dalla classe dirigente, in particolare democristiana, e talvolta occultati dai destinatari. La maggior parte degli analisti ritiene che gli scritti di Moro del periodo del sequestro siano effettivamente autografi, così come appare evidente che a scrivere quelle pagine sia stata una persona perfettamente capace di intendere e di volere. La moglie dello statista, Eleonora Moro, ritenne autentiche sia le lettere che il memoriale.
La lettura filologica fatta nel libro Il memoriale di Aldo Moro – 1978 Edizione critica del 2019 fa propendere per una seconda versione di risposte, data da Moro dopo il quindici aprile: appreso della condanna a morte da parte del "tribunale del popolo", Moro ricomincia da dove era partito e ricomincia daccapo una seconda riflessione: prima queste doppie versioni sembravano scritte insieme, invece col metodo dell'edizione critica si è scoperto che Moro ricomincia di nuovo ad affrontare la crisi del 1964 con tutti quegli argomenti già trattati, ma arricchendoli di dettagli più espliciti e di riflessioni più incisive (aggiungendo però altri cinque argomenti, tra cui la Montedison e le dinamiche corruttive interne alla gestione del potere negli anni settanta).

## Considerazioni ed implicazioni
Nella sentenza del processo Andreotti, pronunciata dalla Corte di Assise di Perugia il 13 febbraio 2003, emergono una serie di conclusioni sul Memoriale Moro:
Parimenti sui rapporti tra Michele Sindona e Giulio Andreotti; mentre nello scritto del 1978 si parla quasi occasionalmente del viaggio di Giulio Andreotti negli Stati Uniti d’America, per incontrare Michele Sindona, e della nomina di Mario Barone (come pretesa di Michele Sindona per la sua collocazione all’interno del Banco di Roma, quale contropartita per l’elargizione di £ 2.000.000.000, in occasione della campagna per il referendum per il divorzio, da parte di Sindona, e delle ripercussioni che una tale nomina politica avrebbe avuto negli equilibri del Banco di Roma) si parla nell’ambito della valutazione della figura di Amintore Fanfani, nello scritto del 1990 i rapporti tra Michele Sindona, Mario Barone e Giulio Andreotti vengono organicamente trattati come espressione della personalità di Giulio Andreotti da lui definito nello scritto del 1978: "Un regista freddo, imperscrutabile, senza dubbi, senza palpiti, senza mai un momento di pietà umana. È questo l'on. Andreotti del quale gli altri sono stati tutti gli obbedienti esecutori di ordini" e continua affermando che "Andreotti è restato indifferente, livido, assente, chiuso nel suo cupo sogno di gloria".
Giudizio completato nello scritto del 1990 quando, dopo avere unitariamente analizzato i fatti riferiti a Giulio Andreotti e avere tra questi inserito anche l’intervista in cui denunciava l’appartenenza di Guido Giannettini come agente del SID, afferma che quelli sono tutti segni di un’incredibile spregiudicatezza che deve aver caratterizzato tutta una fortunata carriera (che Moro non gli ha mai invidiato) e della quale la caratteristica più singolare è che passi così frequentemente priva di censura o anche solo del minimo rilievo [...].»
( Corte d'Assise d'Appello di Perugia (PDF), su laprivatarepubblica.com, sentenza n. 4 del 13 febbraio 2003,  47-48. URL consultato il 12-03-2016.)
Nel 2016 il pubblico ministero Franco Ionta ha parlato durante una puntata della trasmissione RAI "La Storia siamo noi" «di una possibile eterodirezione esterna rispetto alle Brigate Rosse per interessi diversi da quelli dell'organizzazione nazionale che ha operato materialmente il sequestro Moro, ma su questo ci sono investigazioni in corso e non posso dire. Si fa riferimento a un soggetto, indicato come terrorista internazionale».